# دعوای حقوقی اپل و سامسونگ
دعوای حقوقی میان کمپانی اپل و کمپانی سامسونگ (به انگلیسی: Apple Inc. vs. Samsung Electronics) به مجموعه شکایت‌های حقوقی گفته می‌شود که بر سر طراحی گوشی‌های هوشمند و تبلت‌ها مطرح شد. این دو شرکت بزرگ از ماه ژوئیه سال ۲۰۱۲ بیش از نیمی از گوشی‌های هوشمند موجود در بازار را تولید کرده‌اند.
در بهار سال ۲۰۱۱ شرکت اپل شروع به اعلام اولین شکایت خود علیه شرکت سامسونگ نمود. این مسئله در حالی بود که در همان زمان شرکت سامسونگ در حال کش‌مکش با شرکت موتورولا بر سر پتنت‌های آن شرکت بود.
در ماه اوت سال ۲۰۱۱ دو شرکت اپل و سامسونگ در ۱۹ مورد مختلف در ۹ کشور دنیا در حال دعوای حقوقی بودند. تعداد این کشورها تنها در ۲ ماه بعد به ۱۰ عدد رسید.
در ماه ژوئیه ۲۰۱۲ هر دو شرکت با بیش از ۵۰ شکایت مختلف علیه یکدیگر، طرف مقابل را متهم به ایجاد خسارت‌های میلیارد دلاری برای هم می‌کردند.
در بین شکایت‌های بزرگ، شرکت اپل موفق شد رای دادگاه در کشور آمریکا را به نفع خود بگیرد. شرکت سامسونگ نیز در کشورهای کره جنوبی، ژاپن و انگلستان پیروز میدان بود. در ۴ جون ۲۰۱۳ شرکت سامسونگ توانست اپل را بر اساس یکی از پتنت‌های خودش در کمیسیون تجارت جهانی آمریکا محکوم کند. براساس این حکم، فروش بعضی از محصولات اپل ممنوع اعلام شد. اما این حکم توسط مایکل فورمن، نمایندهٔ کمیسیون تجارت آمریکا، وتو شد و قابلیت اجرایی خود را از دست داد.

## آغاز
شرکت اپل در ۱۵ آوریل سال ۲۰۱۱ در یک شکایت‌نامه ۱۴ صفحه‌ای تعدادی از دستگاه‌های اندرویدی شرکت سامسونگ، شامل نکسوس اس، اپیک ۴جی، گلکسی اس نسخه ۴جی و گلکسی تب را متهم به استفاده غیرمجاز از طرح‌های خود کرد. به گفته اپل این دستگاه‌ها از پتنت‌ها، رابط کاربری، علامت تجاری و استایل‌هایش بدون گرفتن مجوز کپی برداری کرده بودند.
ادلهٔ شرکت اپل همراه با عکس‌هایی از مقایسه گوشی‌های آی‌فون ۳جی و گلکسی اس سامسونگ به دادگاه ارائه شد. در این تصاویر دو گوشی همراه مذکور از زوایای مختلف با هم مقایسه شده بودند و شباهت بین بسته‌بندی و شکل آیکن‌های به کار رفته مورد اعتراض اپل بود. البته بعدها مشخص شد که این تصاویر توسط شرکت اپل به گونه‌ای دست‌کاری شده بود تا شباهت‌های ظاهری بین دو دستگاه بیشتر نمایان شود. بر همین اساس شرکت سامسونگ، اپل را به ارائهٔ مدارک جعلی به دادگاه متهم کرد.
شرکت سامسونگ نیز در پاسخ به این عمل شرکت اپل، در ۲۲ آوریل ۲۰۱۱ شکایت‌هایی را در دادگاه‌های سئول، توکیو و مانهایم مطرح کرد. در این شکایت‌ها اپل متهم شده بود که از تکنولوژی‌های ارتباطی سامسونگ بدون مجوز استفاده کرده‌است. در تابستان همان سال، سامسونگ این شکایت‌ها را در دادگاه عالی انگلستان، دادگاه محلی دلور در آمریکا و کمیسیون تجارت جهانی آمریکا در واشینگتن نیز مطرح کرد.